# Adrienne Samos
Adrienne Samos (Panamá, 1961) es una editora, curadora, periodista y crítica de arte panameña, reconocida local, regional e internacionalmente por su contribución al desarrollo y difusión de las prácticas artísticas en Panamá.

## Formación
Adrienne Samos es Licenciada en Humanidades por el Sarah Lawrence College de Nueva York, cuenta con estudios de doctorado en Filología y Literatura Hispánica por la Universidad Autónoma de Madrid. También se ha formado en el campo de la economía, la historia, la filosofìa y las ciencias políticas.

## Vida profesional
Fue cofundadora y directora editorial de la revista cultural Talingo (1993-2007), una publicación cultural de crítica y pensamiento sobre arquitectura, teatro, cine y música, la cual además recibió el Premio Príncipe Claus en Holanda en el 2001. Ha escrito, editado y publicado numerosos ensayos y libros sobre arte y literatura, organizado simposios y curado exhibiciones en Latinoamérica y España. Es miembro del consejo editorial de la revista Cátedra, y asesora de la Fundación Cisneros-Fontanals, la Bienal Centroamericana, Casa Santa Ana y Casa Museo Endara.
En 2003, trabaja como curadora, de manera conjunta con el crítico e historiador del arte, escritor y curador cubano Gerardo Mosquera, en el proyecto de arte urbano ciudadMULTIPLEcity, llevado a cabo en distintos espacios públicos de la Ciudad de Panamá. Samos también dirige Arpa, un entidad sin fines de lucro que promueve la cultura y el arte contemporáneo, y la casa editorial Sarigua.

### Proyectos destacados
- ciudadMULTIPLEcity (Ciudad de Panamá, 2003). Co-curado con Gerardo Mosquera[9][10]

### Exposiciones curadas
- Centenario de la Cruz Roja Panameña. Orígenes: 1917, Museo de Arte Contemporáneo, Panamá (curadora). 2017.
- Trasatlántica 2016: Ciudad de Panamá (Panamá) y Dakar (Senegal), PHotoEspaña. 2016[11]
- Amador. Fotografías de Ricardo López Arias, Casa del Soldado-Centro Cultural de España, Panamá (curadora). 2016.
- La ampliación. Fotografías de Ricardo López Arias, galería Arteconsult y Universidad de Panamá, Panamá (curadora). 2016.
- Colón. Fotografías de Ricardo López Arias, Instituto Nacional de Cultura, Colón; Universidad de Panamá (curadora). 2016.
- El gran NO. George Grosz, Museo de Arte Contemporáneo, Panamá (curadora asistente de Lutz Becker). 2015.
- VIII Bienal de Artes Visuales del Istmo Centroamericano, Panamá (co-curadora de la representación panameña). 2013.
- VIII Bienal de Artes Visuales del Istmo Centroamericano, Panamá (co-curadora de la representación panameña). 2012.
- Subversiones: Los 5 de La Nueva, Museo de Ciencias Naturales, Panamá. 2012.
- Fotoseptiembre 2012: Panamá en ojos de Carlos Endara, Museo de Arte Contemporáneo, Panamá (curadora). 2012.
- Un mundo feliz: Panamá en ojos de Carlos Endara, Casa de América, PHotoEspaña, Madrid (curadora). 2011.
- VII Bienal de Artes Visuales del Istmo Centroamericano, Managua (co-curadora de la representación panameña). 2010.
- X Bienal de Cuenca Ecuador (curadora de la representación panameña). 2009.
- Obra y tiempos de Carlos Endara Andrade, exhibición inaugural, Casa Museo Endara, Panamá (co-curadora con Iraida Icaza). 2009.
- Diásporas del futuro: II Bienal de Artes Visuales de Honduras 2008, Museo para la Identidad Nacional, Tegucigalpa (curadora general). 2008.
- Panorama da Arte Brasileira (Desarrumado). 19 Desarranjos, Museo de Arte Moderna de Sao Paulo; Paço Imperial, Río de Janeiro; Museu de Arte Moderna Aloísio Magalhães, Recife; Museo de Arte Contemporáneo, Vigo, Biblioteca Luis Ángel Arango, Bogotá (curadora asistente de Gerardo Mosquera). 2003-2008.[12]
- V Bienal del Caribe, Museo de Arte Moderno, Santo Domingo (curadora de la representación panameña). 2003.
- ciudadMULTIPLEcity. Arte>Panamá 2003, proyecto de arte urbano internacional, Panamá (co-curadora con Gerardo Mosquera). 2003.
- III Bienal Iberoamericana de Lima (curadora de la representación panameña). 2002.
- XV Bienal de Sao Paulo (curadora de la representación panameña). 2002.
- Intrusiones urbanas en el arte joven panameño, Centro Cultural del Círculo Andrés Bello, Bogotá (curadora). 2001.
- Textos: Octavio Arosemena, Galería Arteconsult, Panamá (curadora). 2001.
- Para desarmar el tiempo: Gustavo Araujo, Museo de Arte Contemporáneo, Panamá; Organización de Estados Americanos, Washington D. C. (curadora). 2000.
- Temas centrales, San José (curadora de la representación panameña). 2000.

### Publicaciones
Samos es autora de ensayos y reseñas en libros, catálogos y diversas publicaciones culturales, tales como Talingo (Panamá), Art Nexus (Bogotá), Artefacto (Managua), zingmagazine (Nueva York), Atlántica (Las Palmas), Art Media (San José), Contemporary (Londres), y Revista K (Panamá), 1992-2016.
Entre sus publicaciones destacan Pedagogía radical: el arte como educación, varios autores (Sarigua, Panamá, 2015), Panamá cosmopolita: La Exposición de 1916 y su legado 100 años después, varios autores, y Divorcio a la panameña: saltos y rupturas en el arte de Panamá 1990–2015, editado y publicado por TEOR/éTica.